# إبراهيم بوالطيب
إبراهيم بوالطيب (مولد 15 أغسطس 1967) لاعب ألعاب قوى مغربي تفوق في سباقات الجري للمسافات الطويلة. أحرز الميدالية الذهبية في سباق 10,000م في الدورة الأوليمبية 24 التي أقيمت في سيوول بكوريا الجنوبية عام 1988م. و فاز بالمركز الأول لسباق 5,000م في بطولة الجائزة الكبرى في ألعاب القوى التي أقيمت في أثينا عام 1990م. لمع نجمه في سباقات الجري في السباقات العربية والأفريقية والعالمية خلال الفترة ما بين عام 1987م حتى عام 1992م، وأحرز العديد من الميداليات البرونزية والفضية والذهبية في هذه البطولات.
و تقلد بوطيب مجموعة من المناصب أبرزها ؛ رئيسا لنادي بلدية الخميسات واشتغاله حاليا رئيسا لعصبة الرباطـ سلا زمور زعير.

## روابط خارجية
- إبراهيم بوالطيب على موقع الاتحاد الدولي لألعاب القوى (الإنجليزية)
- إبراهيم بوالطيب على موقع اللجنة الأولمبية الدولية (الإنجليزية)
- إبراهيم بوالطيب على موقع أوليمبيديا (الإنجليزية)